# Adoretus kulzeri
Adoretus kulzeri är en skalbaggsart som beskrevs av Frey 1970. Adoretus kulzeri ingår i släktet Adoretus och familjen Rutelidae. Inga underarter finns listade i Catalogue of Life.